# Jožino Selo
Jožino Selo (Jozsi falu) je napušteni zaselak, prigradsko naselje Subotice, na 14,7 km Pačirskog puta na križanju s Moravičkim putem koji vodi ka Đurđinu. Ime je dobilo po Josipu Pijukoviću zvanom bać Joža, časnika austro-ugarske vojske, koji je na križanju puteva imao kuću, u sklopu koje je bio ugostiteljski objekt mijana i prodavaonica.
Nalazi se zapadno od Donjeg Verušića, sjeverozapadno od Đurđina, sjeverno od Male Pešte, nedaleko od željezničke postaje Pavlovac. 
Selo su nastanjivali Hrvati. Nije moguće točno datirati nastanak, a kazivanja starijih svjedoče o postojanju ovog sela u 19. stoljeću. 
Naselje je širenjem došlo do petnaestak kuća, čiji su stanovnici bili obrtnici i stanovnici obližnjih salaša. U blizini je bio križ krajputaš iz 1912. godine. Glavni kulturni događaj u selu bilo je proštenje na Spasovo. Tad su se u središtu sela postavljali šatori sa šećerošima. Jožino Selo je elektrificirano 1970-ih, no zbog izostanka asfaltne komunikacije s obližnjim Đurđinom, stanovnici su iseljavali, pa je kraj 20. stoljeća dočekalo prazno. Kuće su jedna po jedna srušene.